# Accumulated Cyclone Energy
Die Accumulated Cyclone Energy (ACE) ist ein von der National Oceanic and Atmospheric Administration (NOAA) benutztes Maß, um die Aktivität von Atlantischen Hurrikansaisons auszudrücken. Es benutzt eine Abschätzung der Energie, die ein Sturmsystem während seiner Aktivität umsetzt, und wird alle sechs Stunden berechnet. Die ACE einer Saison ist die Summe aller ACEs der einzelnen Stürme und beinhaltet die Anzahl, Stärke und Dauer aller Tropischen Wirbelstürme der Saison.

## Formeln
Die ACE wird berechnet als Summe der Quadrate der geschätzten anhaltenden Maximalgeschwindigkeit jedes aktiven Tropischen Sturms (Windgeschwindigkeiten von 35 Knoten oder mehr) in sechsstündigen Intervallen. Die Zahlen werden üblicherweise durch 10.000 geteilt, um sie leichter handhaben zu können. Die Einheit der ACE ist 104 kn2 und zur Benutzung als Index wird diese Einheit angenommen. Falls ein Sturm einer Saison über den 31. Dezember eines Jahres hinaus andauert, zählt die ACE des Sturms für das vorherige Jahr.
{\displaystyle \sum {\frac {{v_{\mathrm {max} }}^{2}}{10^{4}}},}
mit vmax als geschätzte, anhaltende Windgeschwindigkeit in Knoten.
Die Kinetische Energie ist proportional zum Quadrat der Geschwindigkeit und indem man die Energie mit einem Zeitintervall summiert, kommt man zur Accumulated Energy. Solange die Dauer eines Sturms anwächst, werden immer mehr Werte hinzugefügt und die ACE wächst an, so dass länger dauernde Stürme eine höhere ACE ansammeln als kräftigere Stürme von geringerer Dauer. Obwohl die ACE ein Wert proportional zu der umgesetzten Energie eines Sturms ist, ist es keine direkte Berechnung der Energie.
Eine damit verbundene Größe ist das Hurricane Destruction Potential (HDP), das zur ACE identisch ist, außer dass es nur für die Zeitperioden berechnet ist, in denen der Sturm ein Hurrikan ist.

## Klimatologie
Über die Periode 1950 bis 2000 errechnete die NOAA für das atlantische Bassin:
- Median des jährlichen Index zu 87.5
- Mittelwert des jährlichen Index zu 93.2

Die ACE einer Saison wird benutzt, um die Hurrikansaisons nach ihrer Aktivität einzustufen. Das Einstufungssystem der NOAA teilt sie in:
- Überdurchschnittliche Saison: Ein ACE-Wert über 103 (117 % des Medians), es werden mindestens zwei der folgenden drei Termen außer dem Langzeitdurchschnitt vorausgesetzt: Anzahl Tropischer Stürme (10), Hurrikans (6) und Große Hurrikans (2)
- Beinah-durchschnittliche Saison: weder ober- noch unterhalb des Durchschnitts
- Unterdurchschnittliche Saison: Ein ACE-Wert unter 66 (75 % des Medians)

## Einzelne Stürme
Die für einen Sturm jemals höchste angenommene ACE ist 73.6 für den San-Ciriaco-Hurrikan von 1899. Dieser einzelne Sturm hatte eine höhere ACE als manche ganze Saison.
Andere Stürme mit hohen ACEs sind der Hurrikan Ivan von 2004 mit einer ACE von 70.4 und Hurrikan Donna von 1960 mit einer ACE von 64.6.

## Atlantische Hurrikansaisons seit 1950 nach ACE

Die jährliche Hurrikan-Intensität 1850–2007

Die Bezeichnung hyperaktiv beruht auf einem anderen Gewichtungsalgorithmus, der mehr Gewicht auf Große Hurrikans legt, aber kennzeichnend ist für eine ACE von ungefähr 153 (175 % des Medians).
Die Saison 2005 erfüllte am 5. September alle Kriterien einer überdurchschnittlichen Saison, schneller als jede Saison zuvor. Die Daten zu diesem Zeitpunkt waren ACE=103, TS=13, HR=6, MH=3. Am 11. September qualifizierte sie sich als hyperaktive Saison – nur 1950 wurde dies schneller erreicht.
| Schlüssel                           |                                         |
| ----------------------------------- | --------------------------------------- |
| • ACE                               | Accumulated Cyclone Energy              |
| • TS                                | Anzahl Tropischer Stürme                |
| • HR                                | Anzahl Hurrikans (S-S-Kategorie 1–5)    |
| • MH                                | Anzahl Großer Hurrikans (Kategorie 3–5) |
|                                     |                                         |
| (Felder mit Rekordzahlen sind fett) |                                         |
Für die Definitionen der Bezeichnungen „über“, „beinahe“ oder „unter“ dem Durchschnitt siehe die Abteilung Klimatologie oben.
| Saison                          | ACE | TS | HR | MH | Einstufung                        |
| ------------------------------- | --- | -- | -- | -- | --------------------------------- |
| Atlantische Hurrikansaison 2005 | 248 | 27 | 15 | 7  | überdurchschnittlich (hyperaktiv) |
| Atlantische Hurrikansaison 1950 | 243 | 13 | 11 | 8  | überdurchschnittlich (hyperaktiv) |
| Atlantische Hurrikansaison 1995 | 228 | 19 | 11 | 5  | überdurchschnittlich (hyperaktiv) |
| Atlantische Hurrikansaison 2004 | 225 | 14 | 9  | 6  | überdurchschnittlich (hyperaktiv) |
| Atlantische Hurrikansaison 1961 | 205 | 11 | 8  | 7  | überdurchschnittlich (hyperaktiv) |
| Atlantische Hurrikansaison 1955 | 199 | 12 | 9  | 6  | überdurchschnittlich (hyperaktiv) |
| Atlantische Hurrikansaison 1998 | 182 | 14 | 10 | 3  | überdurchschnittlich (hyperaktiv) |
| Atlantische Hurrikansaison 1999 | 177 | 12 | 8  | 5  | überdurchschnittlich (hyperaktiv) |
| Atlantische Hurrikansaison 2003 | 175 | 16 | 7  | 3  | überdurchschnittlich (hyperaktiv) |
| Atlantische Hurrikansaison 1964 | 170 | 12 | 6  | 6  | überdurchschnittlich (hyperaktiv) |
| Atlantische Hurrikansaison 1996 | 166 | 13 | 9  | 6  | überdurchschnittlich (hyperaktiv) |
| Atlantische Hurrikansaison 1969 | 158 | 17 | 12 | 5  | überdurchschnittlich (hyperaktiv) |
| Atlantische Hurrikansaison 1980 | 147 | 11 | 9  | 2  | überdurchschnittlich              |
| Atlantische Hurrikansaison 1966 | 145 | 11 | 7  | 3  | überdurchschnittlich              |
| Atlantische Hurrikansaison 1951 | 137 | 10 | 8  | 5  | überdurchschnittlich              |
| Atlantische Hurrikansaison 1989 | 135 | 11 | 7  | 2  | überdurchschnittlich              |
| Atlantische Hurrikansaison 2008 | 123 | 16 | 8  | 5  | überdurchschnittlich              |
| Atlantische Hurrikansaison 1967 | 122 | 8  | 6  | 1  | beinahe durchschnittlich          |
| Atlantische Hurrikansaison 1958 | 121 | 10 | 7  | 5  | überdurchschnittlich              |
| Atlantische Hurrikansaison 1963 | 118 | 9  | 7  | 2  | beinahe durchschnittlich          |
| Atlantische Hurrikansaison 2000 | 116 | 14 | 8  | 3  | überdurchschnittlich              |
| Atlantische Hurrikansaison 1954 | 113 | 11 | 8  | 2  | überdurchschnittlich              |
| Atlantische Hurrikansaison 2001 | 106 | 15 | 9  | 4  | überdurchschnittlich              |
| Atlantische Hurrikansaison 1953 | 104 | 14 | 6  | 4  | überdurchschnittlich              |
| Atlantische Hurrikansaison 1988 | 103 | 12 | 5  | 3  | überdurchschnittlich              |
| Atlantische Hurrikansaison 1971 | 97  | 13 | 6  | 1  | beinahe durchschnittlich          |
| Atlantische Hurrikansaison 1981 | 93  | 11 | 7  | 3  | beinahe durchschnittlich          |
| Atlantische Hurrikansaison 1979 | 91  | 8  | 5  | 2  | beinahe durchschnittlich          |
| Atlantische Hurrikansaison 1990 | 91  | 14 | 8  | 1  | beinahe durchschnittlich          |
| Atlantische Hurrikansaison 1960 | 88  | 7  | 4  | 2  | beinahe durchschnittlich          |
| Atlantische Hurrikansaison 1985 | 88  | 11 | 7  | 3  | beinahe durchschnittlich          |
| --- (Median = 87.5) ---         |     |    |    |    |                                   |
| Atlantische Hurrikansaison 1952 | 87  | 7  | 6  | 3  | beinahe durchschnittlich          |
| Atlantische Hurrikansaison 1965 | 85  | 6  | 4  | 1  | beinahe durchschnittlich          |
| Atlantische Hurrikansaison 1957 | 84  | 8  | 3  | 2  | beinahe durchschnittlich          |
| Atlantische Hurrikansaison 1992 | 82  | 6  | 4  | 1  | beinahe durchschnittlich          |
| Atlantische Hurrikansaison 1976 | 81  | 8  | 6  | 2  | beinahe durchschnittlich          |
| Atlantische Hurrikansaison 2006 | 79  | 10 | 5  | 2  | beinahe durchschnittlich          |
| Atlantische Hurrikansaison 1959 | 78  | 11 | 7  | 2  | beinahe durchschnittlich          |
| Atlantische Hurrikansaison 1975 | 73  | 8  | 6  | 3  | beinahe durchschnittlich          |
| Atlantische Hurrikansaison 2007 | 72  | 15 | 6  | 2  | beinahe durchschnittlich          |
| Atlantische Hurrikansaison 1984 | 71  | 12 | 5  | 1  | beinahe durchschnittlich          |
| Atlantische Hurrikansaison 2002 | 66  | 12 | 4  | 2  | unterdurchschnittlich             |
| Atlantische Hurrikansaison 1978 | 62  | 11 | 5  | 2  | unterdurchschnittlich             |
| Atlantische Hurrikansaison 1974 | 61  | 7  | 4  | 2  | unterdurchschnittlich             |
| Atlantische Hurrikansaison 1956 | 54  | 8  | 4  | 2  | unterdurchschnittlich             |
| Atlantische Hurrikansaison 1973 | 43  | 7  | 4  | 1  | unterdurchschnittlich             |
| Atlantische Hurrikansaison 1997 | 40  | 7  | 3  | 1  | unterdurchschnittlich             |
| Atlantische Hurrikansaison 1993 | 39  | 8  | 4  | 1  | unterdurchschnittlich             |
| Atlantische Hurrikansaison 1962 | 36  | 5  | 3  | 1  | unterdurchschnittlich             |
| Atlantische Hurrikansaison 1986 | 36  | 6  | 4  | 0  | unterdurchschnittlich             |
| Atlantische Hurrikansaison 1968 | 35  | 7  | 4  | 0  | unterdurchschnittlich             |
| Atlantische Hurrikansaison 1970 | 34  | 10 | 5  | 2  | unterdurchschnittlich             |
| Atlantische Hurrikansaison 1987 | 34  | 7  | 3  | 1  | unterdurchschnittlich             |
| Atlantische Hurrikansaison 1991 | 34  | 8  | 4  | 2  | unterdurchschnittlich             |
| Atlantische Hurrikansaison 1994 | 32  | 7  | 3  | 0  | unterdurchschnittlich             |
| Atlantische Hurrikansaison 1982 | 29  | 5  | 2  | 1  | unterdurchschnittlich             |
| Atlantische Hurrikansaison 1972 | 28  | 4  | 3  | 0  | unterdurchschnittlich             |
| Atlantische Hurrikansaison 1977 | 25  | 6  | 5  | 1  | unterdurchschnittlich             |
| Atlantische Hurrikansaison 1983 | 17  | 4  | 3  | 1  | unterdurchschnittlich             |

## Ostpazifische ACE
Die Accumulated Cyclone Energy wird auch im östlichen und zentralen Pazifischen Ozean benutzt. Daten der ACE sind beginnend mit der Pazifischen Hurrikansaison 1971 gesichert zuverlässig. Die Saison mit der höchsten ACE seit 1971 ist die Saison 1992. Die Saison 1977 hatte die niedrigste ACE.
Die aktuelle, überdurchschnittliche Saison ist die Saison 1997, die aktuelle beinah-durchschnittliche Saison die Saison 2002 und die aktuelle unterdurchschnittliche Saison ist die Saison 2007.

## Westpazifische ACE
Die ACE wird auch im Westpazifik benutzt. 2004 hatte eine ACE von 464 104 kt2 für den Nordwestpazifik. Das war die dritthöchste seit 1965, nach 1992 und 1997. Die 40-Jahre-Norm (1965–2004) ist (305 ± 99) 104 kt2.